# Cat Burns
Catrina Burns-Temison, detta Cat (Streatham, 6 giugno 2000), è una cantante britannica di origini liberiane.

## Biografia
Cat Burns è salita alla ribalta col successo internazionale Go, fermatosi al 2º posto della Official Singles Chart e divenuto uno dei brani più consumati a livello nazionale per due anni consecutivi. Promosso da un'ampia campagna promozionale, ha superato la soglia delle 1,8 milioni di unità vendute nel Regno Unito, venendo certificato triplo platino dalla British Phonographic Industry. È stato incluso nel terzo EP Emotionally Unavailable, certificato oro dalla Recorded Music NZ per le 7 500 unità. Go è stato certificato almeno platino anche dalla IFPI Austria, IFPI Danmark e dalla RMNZ.
Cat Burns è stata in lizza per l'MTV Europe Music Award al miglior artista UK e Irlanda e per tre riconoscimenti ai BRIT Awards 2023; nell'occasione, Go ha finito per ottenere la candidatura nella categoria di canzone dell'anno.
Nel luglio 2024 è avvenuta la pubblicazione del suo album in studio d'esordio Early Twenties, che ha fatto l'entrata alla 7ª posizione della Official Albums Chart. Accolto positivamente dalla critica specializzata e candidato per il premio Mercury, ha prodotto gli estratti People Pleaser (argento), Live More & Love More e Wasted Youth (argento), tutti e tre classificatisi nella hit parade britannica. Per la promozione dell'LP si è tenuta una tournée autunnale nel continente europeo.

## Discografia

### Album in studio
- 2024 – Early Twenties

### EP
- 2016 – Adolescent
- 2019 – Naive
- 2022 – Emotionally Unavailable

### Singoli
- 2017 – Fallen Out of Love (feat. Horus Beats)
- 2017 – Trust Issues
- 2018 – Mine
- 2019 – I Don't Blame You
- 2020 – Fool in Love
- 2020 – Go
- 2021 – Into You
- 2021 – It's Over
- 2021 – Free
- 2022 – People Pleaser/Sleep at Night
- 2023 – Home for My Heart (con ArrDee)
- 2023 – Live More & Love More
- 2023 – You Don't Love Me Anymore
- 2023 – Perfect (con Sam Smith e Jessie Reyez)
- 2023 – Know That You're Not Alone
- 2023 – Wasted Youth (con Goddard)
- 2024 – Wasted Youth
- 2024 – Alone
- 2024 – End Game
- 2024 – Met Someone
- 2024 – Even (con Rachel Chinouriri)
- 2024 – Teenage Dirtybag
- 2025 – Girls!

## Tournée
- 2024 – Early Twenties Tour!